# Campeonato Italiano de Patinação Artística no Gelo
O Campeonato Italiano de Patinação Artística no Gelo (em italiano:  Campionati Italiani di Figura) é uma competição nacional anual de patinação artística no gelo da Itália. Os patinadores competem em quatro eventos, individual masculino, individual feminino, duplas e dança no gelo, e nos níveis sênior e júnior. 
A competição determina os campeões nacionais e os representantes da Itália em competições internacionais como Campeonato Mundial, Campeonato Mundial Júnior, Campeonato Europeu e os Jogos Olímpicos de Inverno.

## Edições
| Ano (edição) | Cidade sede        | Sênior | Sênior | Sênior | Sênior | Ref    |
| Ano (edição) | Cidade sede        | M      | F      | P      | D      | Ref    |
| ------------ | ------------------ | ------ | ------ | ------ | ------ | ------ |
| 1943         |                    | •      | —      | —      | —      | [ 1 ]  |
| 1944         |                    | •      | —      | —      | —      | [ 1 ]  |
| 1945         |                    | •      | —      | —      | —      | [ 1 ]  |
| 1946         |                    | •      | —      | •      | —      | [ 1 ]  |
| 1947         |                    | •      | —      | •      | —      | [ 1 ]  |
| 1948         |                    | •      | •      | •      | —      | [ 1 ]  |
| 1949         |                    | •      | •      | •      | —      | [ 1 ]  |
| 1950         |                    | •      | —      | •      | —      | [ 1 ]  |
| 1951         |                    | •      | —      | •      | —      | [ 1 ]  |
| 1952         |                    | •      | —      | •      | —      | [ 1 ]  |
| 1953         |                    | •      | —      | •      | —      | [ 1 ]  |
| 1954         | Milão              | •      | •      | •      | —      | [ 1 ]  |
| 1955         | Turim              | —      | •      | —      | —      | [ 2 ]  |
| 1956         | Cortina d'Ampezzo  | —      | •      | —      | —      |        |
| 1957         |                    | —      | —      | —      | —      |        |
| 1958         |                    | —      | —      | —      | —      |        |
| 1959         |                    | —      | —      | —      | —      |        |
| 1960         | Asiago             | —      | —      | —      | —      |        |
| 1961         | Milão              | •      | •      | —      | —      | [ 3 ]  |
| 1962         | Milão              | •      | •      | —      | —      | [ 3 ]  |
| 1963         | Bolzano            | •      | •      | —      | —      | [ 3 ]  |
| 1964         |                    | •      | •      | —      | —      | [ 3 ]  |
| 1965         |                    | •      | •      | —      | —      | [ 3 ]  |
| 1966         |                    | •      | •      | —      | —      | [ 3 ]  |
| 1967         |                    | —      | •      | —      | —      | [ 4 ]  |
| 1968         |                    | •      | •      | —      | —      | [ 3 ]  |
| 1969         |                    | —      | •      | —      | •      | [ 4 ]  |
| 1970         |                    | •      | •      | —      | •      | [ 5 ]  |
| 1971         |                    | •      | •      | —      | •      | [ 5 ]  |
| 1972         |                    | •      | •      | —      | •      | [ 5 ]  |
| 1973         |                    | •      | •      | —      | •      | [ 6 ]  |
| 1974         |                    | •      | •      | —      | •      | [ 6 ]  |
| 1975         |                    | —      | •      | —      | •      | [ 7 ]  |
| 1976         |                    | •      | •      | —      | •      | [ 6 ]  |
| 1977         |                    | —      | •      | —      | —      | [ 7 ]  |
| 1978         |                    | —      | •      | —      | —      | [ 7 ]  |
| 1979         |                    | —      | •      | —      | —      | [ 7 ]  |
| 1980         |                    | —      | •      | —      | —      | [ 7 ]  |
| 1981         |                    | •      | •      | —      | •      | [ 8 ]  |
| 1982         |                    | •      | •      | —      | •      | [ 8 ]  |
| 1983         |                    | •      | •      | —      | •      | [ 8 ]  |
| 1984         |                    | •      | •      | —      | •      | [ 9 ]  |
| 1985         | Belluno            | •      | •      | —      | •      | [ 9 ]  |
| 1986         |                    | •      | —      | •      | •      | [ 9 ]  |
| 1987         |                    | •      | •      | —      | •      | [ 9 ]  |
| 1988         |                    | •      | •      | —      | •      | [ 9 ]  |
| 1989         |                    | •      | —      | —      | •      | [ 9 ]  |
| 1990         |                    | •      | •      | —      | —      | [ 9 ]  |
| 1991         |                    | •      | •      | •      | •      | [ 9 ]  |
| 1992         |                    | •      | •      | •      | •      | [ 10 ] |
| 1993         |                    | •      | •      | —      | •      | [ 11 ] |
| 1994         |                    | •      | •      | •      | —      | [ 11 ] |
| 1995         |                    | •      | •      | •      | •      | [ 11 ] |
| 1996         |                    | •      | •      | •      | •      | [ 11 ] |
| 1997         |                    | •      | •      | –      | •      | [ 12 ] |
| 1998         |                    | •      | •      | –      | •      | [ 10 ] |
| 1999         | Milão              | •      | •      | —      | •      | [ 13 ] |
| 2000         | Merano             | •      | •      | —      | •      | [ 14 ] |
| 2001         | Agorà              | •      | •      | •      | •      | [ 15 ] |
| 2002         | Collalbo           | •      | •      | •      | •      | [ 16 ] |
| 2003         | Lecco              | •      | •      | –      | •      | [ 17 ] |
| 2004         | Milão              | •      | •      | –      | •      | [ 18 ] |
| 2005         | Merano             | •      | •      | –      | •      | [ 19 ] |
| 2006         | Sesto San Giovanni | •      | •      | –      | •      | [ 20 ] |
| 2007         | Trento             | •      | •      | •      | •      | [ 21 ] |
| 2008         | Milão              | •      | •      | •      | •      | [ 22 ] |
| 2009         | Turim              | •      | •      | •      | •      | [ 23 ] |
| 2010         | Brescia            | •      | •      | •      | •      | [ 24 ] |
| 2011         | Milão              | •      | •      | •      | •      | [ 25 ] |
| 2012         | Courmayeur         | •      | •      | •      | •      | [ 26 ] |
| 2013         | Milão              | •      | •      | •      | •      | [ 27 ] |
| 2014         | Merano             | •      | •      | •      | •      | [ 28 ] |
| 2015         | Turim              | •      | •      | •      | •      | [ 29 ] |
| 2016         | Turim              | •      | •      | •      | •      | [ 30 ] |
| 2017         | Egna               | •      | •      | •      | •      | [ 31 ] |
| 2018         | Milão              | •      | •      | •      | •      | [ 32 ] |

## Lista de medalhistas

### Individual masculino
| Evento                             | Ouro                     | Prata                    | Bronze                   |
| 1943 (detalhes)                    | Carlo Fassi              | ?                        | ?                        |
| 1944 (detalhes)                    | Carlo Fassi              | ?                        | ?                        |
| 1945 (detalhes)                    | Carlo Fassi              | ?                        | ?                        |
| 1946 (detalhes)                    | Carlo Fassi              | ?                        | ?                        |
| 1947 (detalhes)                    | Carlo Fassi              | ?                        | ?                        |
| 1948 (detalhes)                    | Carlo Fassi              | ?                        | ?                        |
| 1949 (detalhes)                    | Carlo Fassi              | ?                        | ?                        |
| 1950 (detalhes)                    | Carlo Fassi              | ?                        | ?                        |
| 1951 (detalhes)                    | Carlo Fassi              | ?                        | ?                        |
| 1952 (detalhes)                    | Carlo Fassi              | ?                        | ?                        |
| 1953 (detalhes)                    | Carlo Fassi              | ?                        | ?                        |
| Milão 1954 (detalhes)              | Carlo Fassi              | ?                        | ?                        |
| Turim 1955 (detalhes)              | ?                        | ?                        | ?                        |
| Cortina d'Ampezzo 1956 (detalhes)  | ?                        | ?                        | ?                        |
| 1957 (detalhes)                    | ?                        | ?                        | ?                        |
| 1958 (detalhes)                    | ?                        | ?                        | ?                        |
| 1959 (detalhes)                    | ?                        | ?                        | ?                        |
| Asiago 1960 (detalhes)             | ?                        | ?                        | ?                        |
| Milão 1961 (detalhes)              | Giordano Abbondati       | ?                        | ?                        |
| Milão 1962 (detalhes)              | Giordano Abbondati       | ?                        | ?                        |
| Bolzano 1963 (detalhes)            | Giordano Abbondati       | ?                        | ?                        |
| 1964 (detalhes)                    | Giordano Abbondati       | ?                        | ?                        |
| 1965 (detalhes)                    | Giordano Abbondati       | ?                        | ?                        |
| 1966 (detalhes)                    | Giordano Abbondati       | ?                        | ?                        |
| 1967 (detalhes)                    | ?                        | ?                        | ?                        |
| 1968 (detalhes)                    | Giordano Abbondati       | ?                        | ?                        |
| 1969 (detalhes)                    | ?                        | ?                        | ?                        |
| 1970 (detalhes)                    | Stefano Bargauan         | ?                        | ?                        |
| 1971 (detalhes)                    | Stefano Bargauan         | ?                        | ?                        |
| 1972 (detalhes)                    | Stefano Bargauan         | ?                        | ?                        |
| 1973 (detalhes)                    | Rolando Bragaglia        | ?                        | ?                        |
| 1974 (detalhes)                    | Rolando Bragaglia        | ?                        | ?                        |
| 1975 (detalhes)                    | ?                        | ?                        | ?                        |
| 1976 (detalhes)                    | Rolando Bragaglia        | ?                        | ?                        |
| 1977 (detalhes)                    | ?                        | ?                        | ?                        |
| 1978 (detalhes)                    | ?                        | ?                        | ?                        |
| 1979 (detalhes)                    | ?                        | ?                        | ?                        |
| 1980 (detalhes)                    | ?                        | ?                        | ?                        |
| 1981 (detalhes)                    | Bruno del Maestro        | ?                        | ?                        |
| 1982 (detalhes)                    | Bruno del Maestro        | ?                        | ?                        |
| 1983 (detalhes)                    | Bruno del Maestro        | ?                        | ?                        |
| 1984 (detalhes)                    | Alessandro Riccitelli    | ?                        | ?                        |
| Belluno 1985 (detalhes)            | Alessandro Riccitelli    | ?                        | ?                        |
| 1986 (detalhes)                    | Alessandro Riccitelli    | ?                        | ?                        |
| 1987 (detalhes)                    | Alessandro Riccitelli    | ?                        | ?                        |
| 1988 (detalhes)                    | Alessandro Riccitelli    | ?                        | ?                        |
| 1989 (detalhes)                    | Alessandro Riccitelli    | ?                        | ?                        |
| 1990 (detalhes)                    | Alessandro Riccitelli    | ?                        | ?                        |
| 1991 (detalhes)                    | Alessandro Riccitelli    | Gilberto Viadana         | ?                        |
| 1992 (detalhes)                    | Gilberto Viadana         | ?                        | ?                        |
| 1993 (detalhes)                    | Fabrizio Garattoni       | Gilberto Viadana         | ?                        |
| 1994 (detalhes)                    | Fabrizio Garattoni       | ?                        | ?                        |
| 1995 (detalhes)                    | Fabrizio Garattoni       | ?                        | ?                        |
| 1996 (detalhes)                    | Fabrizio Garattoni       | ?                        | Angelo Dolfini           |
| 1997 (detalhes)                    | Gilberto Viadana         | Fabrizio Garattoni       | Angelo Dolfini           |
| 1998 (detalhes)                    | Gilberto Viadana         | Angelo Dolfini           | ?                        |
| Milão 1999 (detalhes)              | Angelo Dolfini           | Roberto Sana             | ?                        |
| Merano 2000 (detalhes)             | Angelo Dolfini           | Karel Zelenka            | ?                        |
| Agorà 2001 (detalhes)              | Angelo Dolfini           | Karel Zelenka            | nenhum outro competidor  |
| Collalbo 2002 (detalhes)           | Angelo Dolfini           | Karel Zelenka            | Paolo Bacchini           |
| Lecco 2003 (detalhes)              | Karel Zelenka            | Paolo Bacchini           | Fabio Mascarello         |
| Milão 2004 (detalhes)              | Karel Zelenka            | Paolo Bacchini           | Marco Fabbri             |
| Merano 2005 (detalhes)             | Karel Zelenka            | Paolo Bacchini           | Marco Fabbri             |
| Sesto San Giovanni 2006 (detalhes) | Karel Zelenka            | Paolo Bacchini           | Daniel D'Inca            |
| Trento 2007 (detalhes)             | Karel Zelenka            | Marco Fabbri             | Paolo Bacchini           |
| Milão 2008 (detalhes)              | Samuel Contesti          | Karel Zelenka            | Paolo Bacchini           |
| Pinerolo 2009 (detalhes)           | Samuel Contesti          | Paolo Bacchini           | Ruben Errampalli         |
| Brescia 2010 (detalhes)            | Samuel Contesti          | Paolo Bacchini           | Karel Zelenka            |
| Milão 2011 (detalhes)              | Samuel Contesti          | Paolo Bacchini           | Fabio Mascarello         |
| Courmayeur 2012 (detalhes)         | Samuel Contesti          | Paolo Bacchini           | Paul Bonifacio Parkinson |
| Milão 2013 (detalhes)              | Paul Bonifacio Parkinson | Paolo Bacchini           | Maurizio Zandron         |
| Merano 2014 (detalhes)             | Ivan Righini             | Paul Bonifacio Parkinson | Paolo Bacchini           |
| Turim 2015 (detalhes)              | Ivan Righini             | Matteo Rizzo             | Carlo Vittorio Palermo   |
| Turim 2016 (detalhes)              | Ivan Righini             | Matteo Rizzo             | Maurizio Zandron         |
| Egna 2017 (detalhes)               | Ivan Righini             | Matteo Rizzo             | Maurizio Zandron         |
| Milão 2018 (detalhes)              | Matteo Rizzo             | Ivan Righini             | Maurizio Zandron         |

### Individual feminino
| Evento                             | Ouro                   | Prata              | Bronze               |
| 1945 (detalhes)                    | ?                      | ?                  | ?                    |
| 1946 (detalhes)                    | ?                      | ?                  | ?                    |
| 1947 (detalhes)                    | ?                      | ?                  | ?                    |
| 1948 (detalhes)                    | Grazia Barcellona      | ?                  | ?                    |
| 1949 (detalhes)                    | Grazia Barcellona      | ?                  | ?                    |
| 1950 (detalhes)                    | ?                      | ?                  | ?                    |
| 1951 (detalhes)                    | ?                      | ?                  | ?                    |
| 1952 (detalhes)                    | ?                      | ?                  | ?                    |
| 1953 (detalhes)                    | ?                      | ?                  | ?                    |
| Milão 1954 (detalhes)              | Fiorella Negro         | Luisella Gaspari   | Manuela Angeli       |
| Turim 1955 (detalhes)              | Fiorella Negro         | ?                  | Luisella Gaspari     |
| Cortina d'Ampezzo 1956 (detalhes)  | ?                      | Manuela Angeli     | ?                    |
| 1957 (detalhes)                    | ?                      | ?                  | ?                    |
| 1958 (detalhes)                    | ?                      | ?                  | ?                    |
| 1959 (detalhes)                    | ?                      | ?                  | ?                    |
| Asiago 1960 (detalhes)             | ?                      | ?                  | ?                    |
| Milão 1961 (detalhes)              | Christa von Kuczkowski | ?                  | ?                    |
| Milão 1962 (detalhes)              | Sandra Brugnera        | ?                  | ?                    |
| Bolzano 1963 (detalhes)            | Sandra Brugnera        | ?                  | ?                    |
| 1964 (detalhes)                    | Sandra Brugnera        | ?                  | ?                    |
| 1965 (detalhes)                    | Rita Trapanese         | ?                  | ?                    |
| 1966 (detalhes)                    | Rita Trapanese         | ?                  | ?                    |
| 1967 (detalhes)                    | Rita Trapanese         | ?                  | ?                    |
| 1968 (detalhes)                    | Rita Trapanese         | ?                  | ?                    |
| 1969 (detalhes)                    | Rita Trapanese         | ?                  | ?                    |
| 1970 (detalhes)                    | Rita Trapanese         | ?                  | ?                    |
| 1971 (detalhes)                    | Rita Trapanese         | ?                  | ?                    |
| 1972 (detalhes)                    | Rita Trapanese         | ?                  | ?                    |
| 1973 (detalhes)                    | Cinzia Frosio          | ?                  | ?                    |
| 1974 (detalhes)                    | Cinzia Frosio          | ?                  | ?                    |
| 1975 (detalhes)                    | Susanna Driano         | ?                  | ?                    |
| 1976 (detalhes)                    | Susanna Driano         | ?                  | ?                    |
| 1977 (detalhes)                    | Susanna Driano         | ?                  | ?                    |
| 1978 (detalhes)                    | Susanna Driano         | ?                  | ?                    |
| 1979 (detalhes)                    | Susanna Driano         | ?                  | ?                    |
| 1980 (detalhes)                    | Susanna Driano         | ?                  | ?                    |
| 1981 (detalhes)                    | Karin Telser           | ?                  | ?                    |
| 1982 (detalhes)                    | Karin Telser           | ?                  | ?                    |
| 1983 (detalhes)                    | Karin Telser           | ?                  | ?                    |
| 1984 (detalhes)                    | Karin Telser           | ?                  | ?                    |
| Belluno 1985 (detalhes)            | Paola Tosi             | ?                  | ?                    |
| 1986 (detalhes)                    | ?                      | ?                  | ?                    |
| 1987 (detalhes)                    | Beatrice Gelmini       | ?                  | ?                    |
| 1988 (detalhes)                    | Beatrice Gelmini       | ?                  | ?                    |
| 1989 (detalhes)                    | ?                      | ?                  | ?                    |
| 1990 (detalhes)                    | Beatrice Gelmini       | ?                  | ?                    |
| 1991 (detalhes)                    | Beatrice Gelmini       | ?                  | ?                    |
| 1992 (detalhes)                    | Margaret Schlater      | ?                  | ?                    |
| 1993 (detalhes)                    | Cristina Mauri         | ?                  | ?                    |
| 1994 (detalhes)                    | Silvia Fontana         | ?                  | ?                    |
| 1995 (detalhes)                    | Vanessa Giunchi        | ?                  | ?                    |
| 1996 (detalhes)                    | Silvia Fontana         | Vanessa Giunchi    | ?                    |
| 1997 (detalhes)                    | Tony Bombardieri       | Vanessa Giunchi    | Silvia Fontana       |
| 1998 (detalhes)                    | Tony Bombardieri       | Silvia Fontana     | Vanessa Giunchi      |
| Milão 1999 (detalhes)              | Silvia Fontana         | Vanessa Giunchi    | Elisa Pompanin       |
| Merano 2000 (detalhes)             | Silvia Fontana         | Vanessa Giunchi    | ?                    |
| Agorà 2001 (detalhes)              | Vanessa Giunchi        | Silvia Fontana     | Claudia di Constanzo |
| Collalbo 2002 (detalhes)           | Silvia Fontana         | Vanessa Giunchi    | Claudia di Constanzo |
| Lecco 2003 (detalhes)              | Carolina Kostner       | Vanessa Giunchi    | Giorgia Carrossa     |
| Milão 2004 (detalhes)              | Valentina Marchei      | Carolina Kostner   | Martina Sasanelli    |
| Merano 2005 (detalhes)             | Carolina Kostner       | Valentina Marchei  | Nicole Della Monica  |
| Sesto San Giovanni 2006 (detalhes) | Carolina Kostner       | Silvia Fontana     | Caterina Gabanella   |
| Trento 2007 (detalhes)             | Carolina Kostner       | Stefania Berton    | Valentina Marchei    |
| Milão 2008 (detalhes)              | Valentina Marchei      | Stefania Berton    | Francesca Rio        |
| Pinerolo 2009 (detalhes)           | Carolina Kostner       | Francesca Rio      | Stefania Berton      |
| Brescia 2010 (detalhes)            | Valentina Marchei      | Carolina Kostner   | Alice Garlisi        |
| Milão 2011 (detalhes)              | Carolina Kostner       | Valentina Marchei  | Amelia Schwienbacher |
| Courmayeur 2012 (detalhes)         | Valentina Marchei      | Francesca Rio      | Roberta Rodeghiero   |
| Milão 2013 (detalhes)              | Carolina Kostner       | Valentina Marchei  | Giada Russo          |
| Merano 2014 (detalhes)             | Valentina Marchei      | Francesca Rio      | Roberta Rodeghiero   |
| Turim 2015 (detalhes)              | Giada Russo            | Roberta Rodeghiero | Micol Cristini       |
| Turim 2016 (detalhes)              | Giada Russo            | Roberta Rodeghiero | Sara Casella         |
| Egna 2017 (detalhes)               | Carolina Kostner       | Roberta Rodeghiero | Giada Russo          |
| Milão 2018 (detalhes)              | Carolina Kostner       | Giada Russo        | Elisabetta Leccardi  |

### Duplas
| Evento                            | Ouro                               | Prata                                   | Bronze                                  |
| 1945 (detalhes)                   | ?                                  | ?                                       | ?                                       |
| 1946 (detalhes)                   | Grazia Barcellona Carlo Fassi      | ?                                       | ?                                       |
| 1947 (detalhes)                   | Grazia Barcellona Carlo Fassi      | ?                                       | ?                                       |
| 1948 (detalhes)                   | Grazia Barcellona Carlo Fassi      | ?                                       | ?                                       |
| 1949 (detalhes)                   | Grazia Barcellona Carlo Fassi      | ?                                       | ?                                       |
| 1950 (detalhes)                   | Grazia Barcellona Carlo Fassi      | ?                                       | ?                                       |
| 1951 (detalhes)                   | Grazia Barcellona Carlo Fassi      | ?                                       | ?                                       |
| 1952 (detalhes)                   | Grazia Barcellona Carlo Fassi      | ?                                       | ?                                       |
| 1953 (detalhes)                   | Grazia Barcellona Carlo Fassi      | ?                                       | ?                                       |
| Milão 1954 (detalhes)             | Grazia Barcellona Carlo Fassi      | ?                                       | ?                                       |
| Turim 1955 (detalhes)             | ?                                  | ?                                       | ?                                       |
| Cortina d'Ampezzo 1956 (detalhes) | ?                                  | ?                                       | ?                                       |
| 1957 (detalhes)                   | ?                                  | ?                                       | ?                                       |
| 1958 (detalhes)                   | ?                                  | ?                                       | ?                                       |
| 1959 (detalhes)                   | ?                                  | ?                                       | ?                                       |
| Asiago 1960 (detalhes)            | ?                                  | ?                                       | ?                                       |
| Milão 1961 (detalhes)             | ?                                  | ?                                       | ?                                       |
| Milão 1962 (detalhes)             | ?                                  | ?                                       | ?                                       |
| Bolzano 1963 (detalhes)           | ?                                  | ?                                       | ?                                       |
| 1964 (detalhes)                   | ?                                  | ?                                       | ?                                       |
| 1965 (detalhes)                   | ?                                  | ?                                       | ?                                       |
| 1966 (detalhes)                   | ?                                  | ?                                       | ?                                       |
| 1967 (detalhes)                   | ?                                  | ?                                       | ?                                       |
| 1968 (detalhes)                   | ?                                  | ?                                       | ?                                       |
| 1969 (detalhes)                   | ?                                  | ?                                       | ?                                       |
| 1970 (detalhes)                   | ?                                  | ?                                       | ?                                       |
| 1971 (detalhes)                   | ?                                  | ?                                       | ?                                       |
| 1972 (detalhes)                   | ?                                  | ?                                       | ?                                       |
| 1973 (detalhes)                   | ?                                  | ?                                       | ?                                       |
| 1974 (detalhes)                   | ?                                  | ?                                       | ?                                       |
| 1975 (detalhes)                   | ?                                  | ?                                       | ?                                       |
| 1976 (detalhes)                   | ?                                  | ?                                       | ?                                       |
| 1977 (detalhes)                   | ?                                  | ?                                       | ?                                       |
| 1978 (detalhes)                   | ?                                  | ?                                       | ?                                       |
| 1979 (detalhes)                   | ?                                  | ?                                       | ?                                       |
| 1980 (detalhes)                   | ?                                  | ?                                       | ?                                       |
| 1981 (detalhes)                   | ?                                  | ?                                       | ?                                       |
| 1982 (detalhes)                   | ?                                  | ?                                       | ?                                       |
| 1983 (detalhes)                   | ?                                  | ?                                       | ?                                       |
| 1984 (detalhes)                   | ?                                  | ?                                       | ?                                       |
| Belluno 1985 (detalhes)           | ?                                  | ?                                       | ?                                       |
| 1986 (detalhes)                   | ?                                  | ?                                       | ?                                       |
| 1987 (detalhes)                   | ?                                  | ?                                       | ?                                       |
| 1988 (detalhes)                   | ?                                  | ?                                       | ?                                       |
| 1989 (detalhes)                   | ?                                  | ?                                       | ?                                       |
| 1990 (detalhes)                   | ?                                  | ?                                       | ?                                       |
| 1991 (detalhes)                   | Anna Tabacchi Massimino Salvade    | ?                                       | ?                                       |
| 1992 (detalhes)                   | Anna Tabacchi Massimino Salvade    | ?                                       | ?                                       |
| 1993 (detalhes)                   | ?                                  | ?                                       | ?                                       |
| 1994 (detalhes)                   | Marta Andrella Dmitri Kaploun      | ?                                       | ?                                       |
| 1995 (detalhes)                   | Marta Andrella Dmitri Kaploun      | ?                                       | ?                                       |
| 1996 (detalhes)                   | Inga Rodionova Claudio Fico        | ?                                       | ?                                       |
| 1997–1998                         | Não houve disputa de duplas        | Não houve disputa de duplas             | Não houve disputa de duplas             |
| Milão 1999 (detalhes)             | ?                                  | ?                                       | ?                                       |
| Merano 2000 (detalhes)            | ?                                  | ?                                       | ?                                       |
| Agorà 2001 (detalhes)             | Michela Cobisi Ruben De Pra        | ?                                       | ?                                       |
| Collalbo 2002 (detalhes)          | Michela Cobisi Ruben De Pra        | nenhum outro competidor                 | nenhum outro competidor                 |
| 2003–2006                         | Não houve disputa de duplas        | Não houve disputa de duplas             | Não houve disputa de duplas             |
| Trento 2007 (detalhes)            | Laura Magitteri Ondřej Hotárek     | nenhum outro competidor                 | nenhum outro competidor                 |
| Milão 2008 (detalhes)             | Laura Magitteri Ondřej Hotárek     | Marika Zanforlin Federico Degli Esposti | nenhum outro competidor                 |
| Pinerolo 2009 (detalhes)          | Nicole Della Monica Yannick Kocon  | Marika Zanforlin Federico Degli Esposti | nenhum outro competidor                 |
| Brescia 2010 (detalhes)           | Nicole Della Monica Yannick Kocon  | Stefania Berton Ondřej Hotárek          | Marika Zanforlin Federico Degli Esposti |
| Milão 2011 (detalhes)             | Stefania Berton Ondřej Hotárek     | nenhum outro competidor                 | nenhum outro competidor                 |
| Courmayeur 2012 (detalhes)        | Stefania Berton Ondřej Hotárek     | Carolina Gillespie Luca Demattè         | nenhum outro competidor                 |
| Milão 2013 (detalhes)             | Stefania Berton Ondřej Hotárek     | Nicole Della Monica Matteo Guarise      | nenhum outro competidor                 |
| Merano 2014 (detalhes)            | Stefania Berton Ondřej Hotárek     | Nicole Della Monica Matteo Guarise      | Giulia Foresti Luca Demattè             |
| Turim 2015 (detalhes)             | Valentina Marchei Ondřej Hotárek   | Nicole Della Monica Matteo Guarise      | Alessandra Cernuschi Filippo Ambrosini  |
| Turim 2016 (detalhes)             | Nicole Della Monica Matteo Guarise | Valentina Marchei Ondřej Hotárek        | Bianca Manacorda Niccolò Macii          |
| Egna 2017 (detalhes)              | Nicole Della Monica Matteo Guarise | Valentina Marchei Ondřej Hotárek        | Rebecca Ghilardi Filippo Ambrosini      |
| Milão 2018 (detalhes)             | Nicole Della Monica Matteo Guarise | Valentina Marchei Ondřej Hotárek        | Rebecca Ghilardi Filippo Ambrosini      |

### Dança no gelo
| Evento                             | Ouro                                  | Prata                                 | Bronze                                |
| 1945 (detalhes)                    | ?                                     | ?                                     | ?                                     |
| 1946 (detalhes)                    | ?                                     | ?                                     | ?                                     |
| 1947 (detalhes)                    | ?                                     | ?                                     | ?                                     |
| 1948 (detalhes)                    | ?                                     | ?                                     | ?                                     |
| 1949 (detalhes)                    | ?                                     | ?                                     | ?                                     |
| 1950 (detalhes)                    | ?                                     | ?                                     | ?                                     |
| 1951 (detalhes)                    | ?                                     | ?                                     | ?                                     |
| 1952 (detalhes)                    | ?                                     | ?                                     | ?                                     |
| 1953 (detalhes)                    | ?                                     | ?                                     | ?                                     |
| Milão 1954 (detalhes)              | ?                                     | ?                                     | ?                                     |
| Turim 1955 (detalhes)              | ?                                     | ?                                     | ?                                     |
| Cortina d'Ampezzo 1956 (detalhes)  | ?                                     | ?                                     | ?                                     |
| 1957 (detalhes)                    | ?                                     | ?                                     | ?                                     |
| 1958 (detalhes)                    | ?                                     | ?                                     | ?                                     |
| 1959 (detalhes)                    | ?                                     | ?                                     | ?                                     |
| Asiago 1960 (detalhes)             | ?                                     | ?                                     | ?                                     |
| Milão 1961 (detalhes)              | ?                                     | ?                                     | ?                                     |
| Milão 1962 (detalhes)              | ?                                     | ?                                     | ?                                     |
| Bolzano 1963 (detalhes)            | ?                                     | ?                                     | ?                                     |
| 1964 (detalhes)                    | ?                                     | ?                                     | ?                                     |
| 1965 (detalhes)                    | ?                                     | ?                                     | ?                                     |
| 1966 (detalhes)                    | ?                                     | ?                                     | ?                                     |
| 1967 (detalhes)                    | ?                                     | ?                                     | ?                                     |
| 1968 (detalhes)                    | ?                                     | ?                                     | ?                                     |
| 1969 (detalhes)                    | Matilde Ciccia Lamberto Ceserani      | ?                                     | ?                                     |
| 1970 (detalhes)                    | Matilde Ciccia Lamberto Ceserani      | ?                                     | ?                                     |
| 1971 (detalhes)                    | Matilde Ciccia Lamberto Ceserani      | ?                                     | ?                                     |
| 1972 (detalhes)                    | Matilde Ciccia Lamberto Ceserani      | ?                                     | ?                                     |
| 1973 (detalhes)                    | Matilde Ciccia Lamberto Ceserani      | ?                                     | ?                                     |
| 1974 (detalhes)                    | Matilde Ciccia Lamberto Ceserani      | ?                                     | ?                                     |
| 1975 (detalhes)                    | Matilde Ciccia Lamberto Ceserani      | ?                                     | ?                                     |
| 1976 (detalhes)                    | Matilde Ciccia Lamberto Ceserani      | ?                                     | ?                                     |
| 1977 (detalhes)                    | ?                                     | ?                                     | ?                                     |
| 1978 (detalhes)                    | ?                                     | ?                                     | ?                                     |
| 1979 (detalhes)                    | ?                                     | ?                                     | ?                                     |
| 1980 (detalhes)                    | ?                                     | ?                                     | ?                                     |
| 1981 (detalhes)                    | Elisabetta Parisi Roberto Pelizzola   | ?                                     | ?                                     |
| 1982 (detalhes)                    | Isabella Micheli Roberto Pelizzola    | ?                                     | ?                                     |
| 1983 (detalhes)                    | Isabella Micheli Roberto Pelizzola    | ?                                     | ?                                     |
| 1984 (detalhes)                    | Isabella Micheli Roberto Pelizzola    | ?                                     | ?                                     |
| Belluno 1985 (detalhes)            | Isabella Micheli Roberto Pelizzola    | ?                                     | ?                                     |
| 1986 (detalhes)                    | Isabella Micheli Roberto Pelizzola    | ?                                     | ?                                     |
| 1987 (detalhes)                    | Lia Trovati Roberto Pelizzola         | ?                                     | ?                                     |
| 1988 (detalhes)                    | Lia Trovati Roberto Pelizzola         | ?                                     | ?                                     |
| 1989 (detalhes)                    | Stefania Calegari Pasquale Camerlengo | ?                                     | ?                                     |
| 1990 (detalhes)                    | ?                                     | ?                                     | ?                                     |
| 1991 (detalhes)                    | Stefania Calegari Pasquale Camerlengo | ?                                     | ?                                     |
| 1992 (detalhes)                    | Stefania Calegari Pasquale Camerlengo | ?                                     | ?                                     |
| 1993 (detalhes)                    | Stefania Calegari Pasquale Camerlengo | ?                                     | ?                                     |
| 1994 (detalhes)                    | ?                                     | ?                                     | ?                                     |
| 1995 (detalhes)                    | Barbara Fusar-Poli Maurizio Margaglio | ?                                     | ?                                     |
| 1996 (detalhes)                    | Barbara Fusar-Poli Maurizio Margaglio | ?                                     | ?                                     |
| 1997 (detalhes)                    | Barbara Fusar-Poli Maurizio Margaglio | Diane Gerencser Pasquale Camerlengo   | Francesca Fermi Andrea Baldi          |
| 1998 (detalhes)                    | Barbara Fusar-Poli Maurizio Margaglio | ?                                     | ?                                     |
| Milão 1999 (detalhes)              | Barbara Fusar-Poli Maurizio Margaglio | Francesca Fermi Diego Rinaldi         | Elisa Angeli Moreno La Fiosca         |
| Merano 2000 (detalhes)             | Barbara Fusar-Poli Maurizio Margaglio | Federica Faiella Luciano Milo         | Marta Paoletti Alessandro Tormena     |
| Agorà 2001 (detalhes)              | Barbara Fusar-Poli Maurizio Margaglio | Valentina Anselmi Fabrizio Pedrazzini | Gloria Agogliati Luciano Milo         |
| Palaghiaccio Agorr 2002 (detalhes) | Barbara Fusar-Poli Maurizio Margaglio | Federica Faiella Massimo Scali        | Valentina Anselmi Fabrizio Pedrazzini |
| Lecco 2003 (detalhes)              | Federica Faiella Massimo Scali        | Marta Paoletti Fabrizio Pedrazzini    | nenhum outro competidor               |
| Milão 2004 (detalhes)              | Federica Faiella Massimo Scali        | Alessia Aureli Andrea Vaturi          | Alessia Avanzini Luca Lombardi        |
| Merano 2005 (detalhes)             | Federica Faiella Massimo Scali        | Alessia Aureli Andrea Vaturi          | Anna Cappellini Matteo Zanni          |
| Sesto San Giovanni 2006 (detalhes) | Barbara Fusar-Poli Maurizio Margaglio | Federica Faiella Massimo Scali        | Alessia Aureli Andrea Vaturi          |
| Trento 2007 (detalhes)             | Federica Faiella Massimo Scali        | Anna Cappellini Luca Lanotte          | nenhum outro competidor               |
| Milão 2008 (detalhes)              | Federica Faiella Massimo Scali        | Anna Cappellini Luca Lanotte          | Alessia Aureli Marco Garavaglia       |
| Pinerolo 2009 (detalhes)           | Federica Faiella Massimo Scali        | Anna Cappellini Luca Lanotte          | Isabella Pajardi Stefano Caruso       |
| Brescia 2010 (detalhes)            | Federica Faiella Massimo Scali        | Anna Cappellini Luca Lanotte          | Federica Testa Christopher Mior       |
| Milão 2011 (detalhes)              | Federica Testa Christopher Mior       | Charlène Guignard Marco Fabbri        | Lorenza Alessandrini Simone Vaturi    |
| Courmayeur 2012 (detalhes)         | Anna Cappellini Luca Lanotte          | Charlène Guignard Marco Fabbri        | Lorenza Alessandrini Simone Vaturi    |
| Milão 2013 (detalhes)              | Anna Cappellini Luca Lanotte          | Charlène Guignard Marco Fabbri        | Federica Bernardi Christopher Mior    |
| Merano 2014 (detalhes)             | Anna Cappellini Luca Lanotte          | Charlène Guignard Marco Fabbri        | Lorenza Alessandrini Simone Vaturi    |
| Turim 2015 (detalhes)              | Anna Cappellini Luca Lanotte          | Charlène Guignard Marco Fabbri        | Misato Komatsubara Andrea Fabbri      |
| Turim 2016 (detalhes)              | Anna Cappellini Luca Lanotte          | Charlène Guignard Marco Fabbri        | Misato Komatsubara Andrea Fabbri      |
| Egna 2017 (detalhes)               | Anna Cappellini Luca Lanotte          | Charlène Guignard Marco Fabbri        | Jasmine Tessari Francesco Fioretti    |
| Milão 2018 (detalhes)              | Anna Cappellini Luca Lanotte          | Charlène Guignard Marco Fabbri        | Jasmine Tessari Francesco Fioretti    |